# Sohlbergplassen

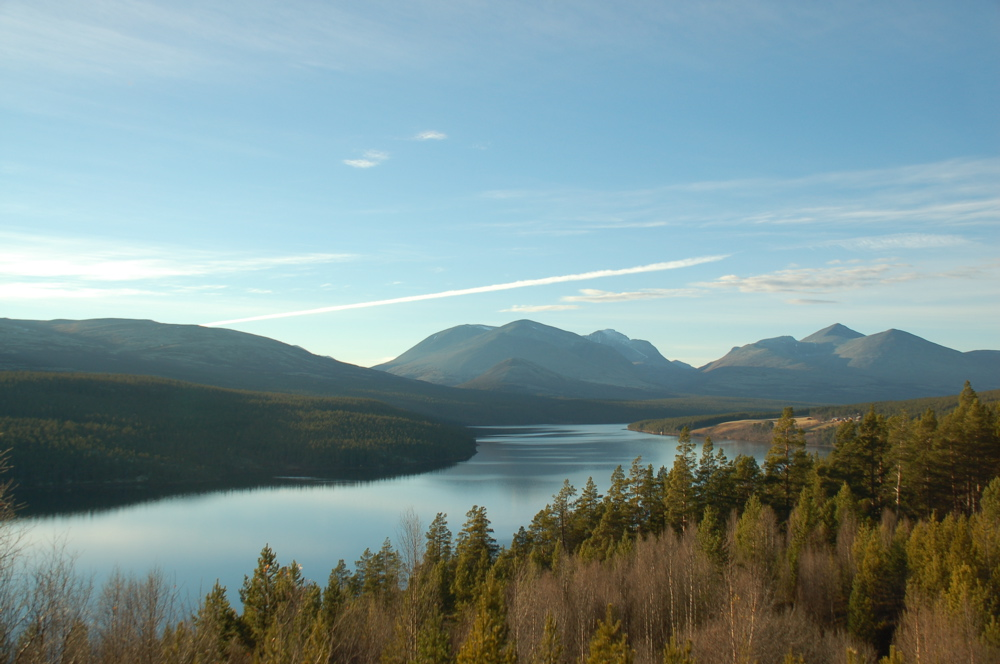
Utsikt från Sohlbergplassen mot Rondane

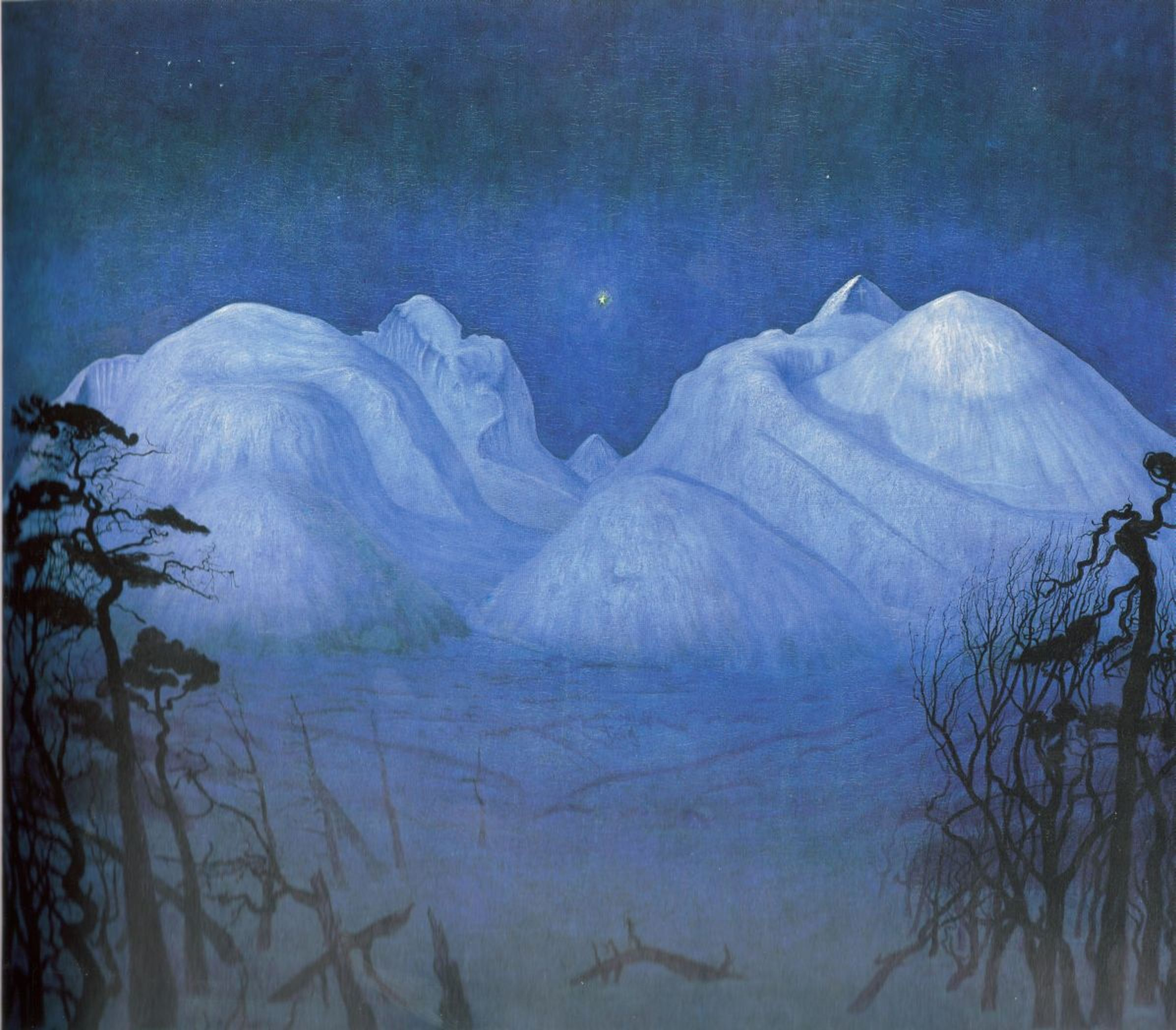
Harald Sohlbergs målning Vinternatt i Rondande, 1911-14

Sohlbergplassen är en rastplats vid norska vägen fylkesvei 27 mellan Enden och Folldal (Venabygdveien), nära Atnsjøen i Hedmark fylke.
Sohlbergplassen invigdes i juni 2006 som en del av norska vägverkets projekt Nasjonale turistveier. En utsiktsplattform har byggts vid Sohlbergplassen, från vilken finns den utsikt mot Rondane som Harald Sohlberg hade som motiv för sin målning Vinternatt i Rondane.
Plattformen har ritats av Carl-Viggo Hølmebakk.